# Георги Арианит
Георги Арианит Комнин (на албански: Gjergj Arianiti) (1383 – ок. 1462) е албански благородник, който ръководи успешни кампании срещу Османската империя. Баща на Доника Арианити, съпруга на Скендербег. Един от основателите на Лежката лига.

## Живот
Георги Арианит е най-големият син на Комнин Арианити, чиито владения се намирали близо до Драч. Той има двама братя – Моисей Голем Комнин Арианит и Владан.
Тъй като баща му е принуден да сключи мир с османците, Георги е изпратен като заложник в Одрин, откъдето той се завръща през 1427 г.
През 1432 г. заедно с Андре Топия успешно побеждава османците в битка. На следващата 1433 година отново разбива османската войска в Курвелеш в днешна Южна Албания. За тази победа е поздравен от папа Евгений IV, Алфонсо V Арагонски и император Сигизмунд Люксембургски, които му обещават помощ. На следващата година друга османска войска, водена от Исак бей, управител на Скопие, навлиза по долината на река Шкумба, където е смазана от Арианит и неговите съюзници. Победни сражения води и през 1438 г., но по-късно е подчинен.
През май-юни 1435 г. при Арианит идва на дипломатическа мисия българският княз Фружин, който по това време е на служба при император Сигизмунд. На Фружин му е поверена ролята на посланик поради факта, че преговорите се водят на „славянски“ т.е. на български език, който е официалният език в албанската владетелска канцелария, а също така и понеже по онова време все още тези владения се управляват от потомците на валонския деспот Иван Комнин, сина на деспот Срацимир от рода Срацимировци.
През август 1443 г. Арианит въстава отново срещу османците, най-вероятно подбуден от папа Евгений IV или провокиран след поражението на Шехабедин паша в районите на Елбасан и Тепелена. През 1444 г., когато призовава за кръстоносния поход на християнските сили срещу османците, папа Евгений IV нарича Георги Арианит „най-важен и надежден съюзник“, въпреки че той е православен.
През 1450 г. след поражението при Берат се отказва от съюза със Скендербег.

## Семейство
Георги Арианит има два брака. Първата му съпруга е Мария Музаки от аристократичния род Музаки. След нейната смърт се жени за италианката Пиетрина Франконе, дъщеря на барон Оливиеро Франконе от Тауризано.
От първия си брак има 8 деца:
- Андроника (Доника) Арианити, омъжена на 21 април 1451 г. за националния герой на Албания княз Скендербег;
- Войсава Арианити, омъжена за княз Иван Църноевич[7], от когото има трима сина: Георги IV Църноевич, Стефан II Църноевич и Станко Църноевич;
- Кирана (Ирена) Арианити, омъжена за Никола Пал Дукагини;
- Елена Арианити; съпруга на Георги Дукаджини.
- Деспина Арианити; съпруга на Тануш Дукаджини.
- Ангелина Арианити, съпруга на сръбския деспот Стефан Бранкович;
- Комита Арианити, съпруга на Гойко Балшич[8]; Имат двама сина и една дъщеря – Мария Балша, която се жени за Алфонсо Ферило
- Катерина Арианити.

От брака си с Пиетрина вероятно има още поне две деца. Според архивите на фамилията Музаки Георги Арианит има общо десет деца от двата си брака, три от които са синове. Един от синовете му от Пиетрина е:
- Константин Комнин Арианит, капитан, погребан в църквата на 12-те апостоли в Рим.[10]